# František Novák (lední hokejista)
František Novák (* 28. června 1937) je bývalý český hokejový útočník.

## Hokejová kariéra
V československé lize hrál za CHZ Litvínov. Odehrál 3 ligové sezóny. Za Litvínov nastoupil v 54 ligových utkáních a dal 10 gólů. V nižší soutěži hrál za Spartak ZJŠ Brno.

## Klubové statistiky
| Sezona    | Klub                | Soutěž  | Základní část | Základní část | Základní část | Základní část | Základní část |
| Sezona    | Klub                | Soutěž  | Z             | G             | A             | B             | TM            |
| --------- | ------------------- | ------- | ------------- | ------------- | ------------- | ------------- | ------------- |
| 1961/1962 | TJ Spartak ZJŠ Brno | 2. liga | -             | -             | -             | -             | -             |
| 1962/1963 | CHZ Litvínov        | 1. liga | 21            | 2             | -             | -             | -             |
| 1963/1964 | CHZ Litvínov        | 1. liga | 10            | 3             | -             | -             | -             |
| 1964/1965 | CHZ Litvínov        | 1. liga | 23            | 5             | -             | -             | -             |